# Région de Goondiwindi
La région de Goondiwindi (en anglais : Goondiwindi Region) est une zone d'administration locale située dans l'État du Queensland en Australie, le long de la frontière de l'État avec la Nouvelle-Galles du Sud, dont le siège est Goondiwindi. 

## Géographie
La région s'étend sur 19 294 km2 dans la région des Darling Downs, au sud du Queensland et est limitrophe de la Nouvelle-Galles du Sud
Elle comprend la ville de Goondiwindi, ainsi que les localités de Bungunya, Daymar, Inglewood, Talwood, Texas, Toobeah, Weengallon et Yelarbon.

## Histoire
Inglewood et Waggamba font partie des 74 divisions du Queensland créées en vertu de la « loi sur les commissions divisionnaires » le 11 novembre 1879. La municipalité de Goondiwindi a été établie le 20 octobre 1888 en vertu de la « loi de 1878 sur l'administration locale ». Ils sont devenus respectivement des comtés et une ville le 31 mars 1903 en vertu de la « loi de 1902 sur les autorités locales ».
En juillet 2007, la Commission de réforme de l'administration locale a publié son rapport et recommandé la fusion des trois domaines. Le 15 mars 2008, la ville et les comtés ont formellement cessé d'exister et des élections ont eu lieu le même jour pour élire le maire et les membres du conseil régional.

## Démographie
| 2011   | 2016   | 2021   |
| ------ | ------ | ------ |
| 10 628 | 10 630 | 10 310 |

## Politique et administration

### Administration locale
Le conseil comprend le maire et six autres membres, élus pour un mandat de quatre ans. Les dernières élections ont eu lieu le 28 mars 2020 et le 16 mars 2024.
Le budget de fonctionnement de la collectivité est estimé à 26,1 millions de dollars australiens.

### Liste des maires
| Période       | Période  | Identité                 | Étiquette | Qualité |
| ------------- | -------- | ------------------------ | --------- | ------- |
| 2008          | 2020     | Graeme Scheu             |           |         |
| 15 avril 2020 | en cours | Lawrence Springborg (en) | LNP       |         |

### Circonscriptions électorales
La zone est rattachée à la circonscription de Maranoa pour les élections fédérales et à celle de Southern Downs pour les élections à l'Assemblée législative du Queensland.